# کارلایل تروست
کارلایل تروست (انگلیسی: Carlisle Trost; ۲۴ آوریل ۱۹۳۰ – ۲۹ سپتامبر ۲۰۲۰) ادمیرال نیروی دریایی ایالات متحده آمریکا بود، که در فاصله سال‌های ۱۹۸۶ تا ۱۹۹۰ به‌عنوان بیست و سومین فرمانده عملیات نیروی دریایی آمریکا فعالیت می‌کرد.
تروست فعالیت نظامی را از سال ۱۹۵۳ در نیروی دریایی آمریکا آغاز کرد، از ۱۹۷۹ تا ۱۹۸۰ جانشین فرمانده ناوگان اقیانوس آرام ایالات متحده بود، از ۱۹۸۰ تا ۱۹۸۱ به‌عنوان فرمانده ناوگان هفتم ایالات متحده آمریکا فعالیت می‌کرد و از ۱۹۸۵ تا ۱۹۸۶ فرماندهی نیروهای ناوگان ایالات متحده آمریکا را برعهده داشت.